# كفر أبو الحديد
قرية كفر أبو الحديد هي إحدى القرى التابعة لمركز منشأة القناطر في محافظة الجيزة في جمهورية مصر العربية. حسب إحصاءات سنة 2006، بلغ إجمالي السكان في كفر أبو الحديد 5743 نسمة، منهم 2966 رجل و2777 امرأة.